# XI Governo Regional dos Açores
O XI Governo Regional dos Açores foi formado com base nas eleições legislativas regionais de 14 de outubro de 2012, em que o Partido Socialista (PS) obteve a maioria absoluta com 49,02% dos votos. Sendo Vasco Cordeiro o líder regional do PS, foi convidado a formar governo. O governo foi empossado e entrou em funções a 6 de novembro de 2012, mantendo-se em funções até à posse do novo governo a 4 novembro de 2016.

## Composição
Os membros do XI Governo Regional dos Açores foram os seguintes:
| Cargo                                                                     | Detentor                                     | Partido                                    | Partido                          | Período                                       |
| ------------------------------------------------------------------------- | -------------------------------------------- | ------------------------------------------ | -------------------------------- | --------------------------------------------- |
| Presidente do Governo Regional dos Açores                                 | Vasco Ilídio Alves Cordeiro                  |                                            | PS                               | 6 de novembro de 2012 a 4 de novembro de 2016 |
| Subsecretário Regional da Presidência para as Relações Externas           | Rodrigo Vasconcelos de Oliveira              |                                            | PS                               | 6 de novembro de 2012 a 4 de novembro de 2016 |
| Vice-Presidente do Governo, Emprego e Competitividade Empresarial         | Sérgio Humberto Rocha de Ávila               |                                            | PS                               | 6 de novembro de 2012 a 4 de novembro de 2016 |
| Secretária Regional da Solidariedade Social                               | Maria da Piedade Lima Lalanda Gonçalves Mano |                                            | Independente                     | 6 de novembro de 2012 a 8 de julho de 2014    |
| Secretária Regional da Solidariedade Social                               | Andreia Martins Cardoso da Costa             |                                            | PS                               | 8 de julho de 2014 a 4 de novembro de 2016    |
| Secretário Regional da Saúde                                              | Luís Mendes Cabral                           |                                            | Independente                     | 6 de novembro de 2012 a 4 de novembro de 2016 |
| Secretário Regional da Educação, Ciência e Cultura                        | Luiz Manuel Fagundes Duarte                  |                                            | Independente [carece de fontes?] | 6 de novembro de 2012 a 8 de julho de 2014    |
| Secretário Regional da Educação e Cultura                                 | Avelino de Freitas de Meneses                |                                            | Independente                     | 8 de julho de 2014 a 4 de novembro de 2016    |
| Secretário Regional do Turismo e Transportes                              | Vítor Manuel Ângelo de Fraga                 |                                            | PS                               | 6 de novembro de 2012 a 4 de novembro de 2016 |
| Secretário Regional dos Recursos Naturais                                 | Luís Nuno Ponte Neto de Viveiros             |                                            | PS                               | 6 de novembro de 2012 a 8 de julho de 2014    |
| Secretário Regional da Agricultura e Ambiente                             | Luís Nuno Ponte Neto de Viveiros             | 8 de julho de 2014 a 4 de novembro de 2016 | PS                               |                                               |
| Secretário Regional do Mar, Ciência e Tecnologia                          | Fausto Costa Gomes de Brito e Abreu          |                                            | Independente [carece de fontes?] | 8 de julho de 2014 a 4 de novembro de 2016    |
| Secretária Regional Adjunta da Presidência para os Assuntos Parlamentares | Isabel Maria Duarte Almeida Rodrigues        |                                            | PS                               | 8 de julho de 2014 a 4 de novembro de 2016    |

### Direções Regionais
Cada membro do Governo Regional tem na sua dependência uma ou mais Direções Regionais.
| Cargo | Detentor                                                        | Período                                                         |
| Presidência do Governo (não detém de direções regionais)                                                                                                  | Presidência do Governo (não detém de direções regionais)        | Presidência do Governo (não detém de direções regionais)        |
| Subsecretaria Regional da Presidência para as Relações Externas                                                                                           | Subsecretaria Regional da Presidência para as Relações Externas | Subsecretaria Regional da Presidência para as Relações Externas |
| --- | --------------------------------------------------------------- | --------------------------------------------------------------- |
| Diretor Regional das Comunidades | Paulo César Câmara Teves                                        | 29 de novembro de 2012 – 23 de novembro de 2016                 |
| Vice-Presidência do Governo, Emprego e Competitividade Empresarial                                                                                        |                                                                 |                                                                 |
| Diretor Regional do Orçamento e Tesouro | José António Gomes                                              | 29 de novembro de 2012 – 23 de novembro de 2016                 |
| Diretor Regional do Apoio ao Investimento e à Competitividade                                                                                             | Ricardo Maciel Sousa Medeiros                                   | 29 de novembro de 2012 – 23 de novembro de 2016                 |
| Diretora Regional do Emprego e Qualificação Profissional                                                                                                  | Ilda Margarida de Sousa Baptista                                | 29 de novembro de 2012 – 23 de novembro de 2016                 |
| Diretor Regional da Organização e Administração Pública                                                                                                   | Victor Jorge Ribeiro Santos                                     | 29 de novembro de 2012 – 23 de novembro de 2016                 |
| Diretor Regional do Planeamento e Fundos Estruturais | Rui Manuel Gaiola von Amann                                     | 29 de novembro de 2012 – 23 de novembro de 2016                 |
| Secretaria Regional da Solidariedade Social |                                                                 |                                                                 |
| Diretor Regional da Habitação | Carlos Manuel Redondo Faias                                     | 29 de novembro de 2012 – 23 de novembro de 2016                 |
| Diretor Regional da Solidariedade Social | Natércia da Conceição Reis Gaspar                               | 29 de novembro de 2012 – 5 de setembro de 2014                  |
| Diretor Regional da Solidariedade Social | Frederico Furtado Sousa                                         | 5 de setembro de 2014 – 23 de novembro de 2016                  |
| Secretaria Regional da Saúde |                                                                 |                                                                 |
| Diretor Regional da Saúde | Armando Leal Almeida                                            | 29 de novembro de 2012 – 5 de setembro de 2014                  |
| Diretor Regional da Saúde | João Baptista Soares                                            | 5 de setembro de 2014 – 23 de novembro de 2016                  |
| Secretaria Regional da Educação, Ciência e Cultura (Extinta a 8 de julho de 2014) Secretaria Regional da Educação e Cultura (Criada a 8 de julho de 2014) |                                                                 |                                                                 |
| Diretora Regional da Educação | Maria da Graça Lopes Teixeira                                   | 29 de novembro de 2012 – 5 de setembro de 2014                  |
| Diretora Regional da Educação | Fabíola Jael de Sousa Cardoso                                   | 5 de setembro de 2014 – 23 de novembro de 2016                  |
| Diretor Regional da Cultura | Nuno Ribeiro Lopes                                              | 29 de novembro de 2012 – 23 de novembro de 2016                 |
| Diretor Regional do Desporto | António da Silva Gomes Pereira                                  | 29 de novembro de 2012 – 23 de novembro de 2016                 |
| Diretora Regional da Juventude (mudou de Secretaria) | Pilar Sousa Lima Damião de Medeiros                             | 29 de novembro de 2012 – 8 de julho de 2014                     |
| Secretaria Regional do Turismo e Transportes |                                                                 |                                                                 |
| Diretor Regional das Transportes | Luis Filipe de Medeiros Quintanilha                             | 29 de novembro de 2012 – 23 de novembro de 2016                 |
| Diretor Regional das Obras Públicas, Tecnologia e Comunicações (direção extinta a 24 de julho de 2014)                                                    | Bruno Miguel Correia Pacheco                                    | 29 de novembro de 2012 – 5 de setembro de 2014                  |
| Diretor Regional das Obras Públicas e Comunicações | Bruno Miguel Correia Pacheco                                    | 5 de setembro de 2014 – 23 de novembro de 2016                  |
| Diretor Regional da Energia | José Manuel Rosa Nunes                                          | 5 de dezembro de 2012 – 23 de novembro de 2016                  |
| Diretor Regional do Turismo | João Carlos Correia de Lemos Bettencourt                        | 29 de novembro de 2012 – 23 de novembro de 2016                 |
| Secretaria Regional dos Recursos Naturais (Extinta a 8 de julho de 2014) Secretaria Regional da Agricultura e Ambiente (Criada a 8 de julho de 2014)      |                                                                 |                                                                 |
| Diretora Regional dos Recursos Florestais | Anabela de Miranda Isidoro                                      | 29 de novembro de 2012 – 23 de novembro de 2016                 |
| Diretora Regional da Agricultura e Desenvolvimento Rural (direção extinta a 24 de julho de 2014)                                                          | Fátima da Conceição Lobão Santos da Silveira Amorim             | 29 de novembro de 2012 – 5 de setembro de 2014                  |
| Diretora Regional do Desenvolvimento Rural | Fátima da Conceição Lobão Santos da Silveira Amorim             | 5 de setembro de 2014 – 23 de novembro de 2016                  |
| Diretor Regional da Agricultura | Fernando Moniz Sousa                                            | 8 de julho de 2014 – 23 de novembro de 2016                     |
| Diretor Regional do Ambiente | Hernâni Hélio Jorge                                             | 29 de novembro de 2012 – 23 de novembro de 2016                 |
| Diretor Regional dos Assuntos do Mar (mudou de Secretaria)                                                                                                | Frederico Abecasis David Cardigos                               | 29 de novembro de 2012 – 12 de agosto de 2013                   |
| Diretor Regional dos Assuntos do Mar (mudou de Secretaria)                                                                                                | Filipe Jorge Monteiro de Mora Porteiro                          | 12 de agosto de 2013 – 5 de setembro de 2014                    |
| Diretora Regional das Pescas (mudou de Secretaria) | Luis Fernando Macedo da Costa                                   | 29 de novembro de 2012 – 5 de setembro de 2014                  |
| Secretaria Regional do Mar, Ciência e Tecnologia (Criada a 8 de julho de 2014)                                                                            |                                                                 |                                                                 |
| Diretor Regional dos Assuntos do Mar | Filipe Jorge Monteiro de Mora Porteiro                          | 5 de setembro de 2014 – 23 de novembro de 2016                  |
| Diretor Regional das Pescas | Luis Fernando Macedo da Costa                                   | 5 de setembro de 2014 – 23 de novembro de 2016                  |
| Diretor Regional da Ciência e Tecnologia | Nelson José de Oliveira Simões                                  | 5 de setembro de 2014 – 23 de novembro de 2016                  |
| Secretaria Regional Adjunta da Presidência para os Assuntos Parlamentares (Criada a 8 de julho de 2014)                                                   |                                                                 |                                                                 |
| Diretora Regional da Juventude | Pilar Sousa Lima Damião de Medeiros                             | 8 de julho de 2014 – 23 de novembro de 2016                     |